# William Wallace Campbell
William Wallace Campbell (Comtat de Hancock, 11 d'abril de 1862 - San Francisco, 14 de juny de 1938) va ser un astrònom estatunidenc, director de l'Observatori Lick de 1900 a 1930. Es va especialitzar en espectroscòpia. Fou un pioner de l'espectroscòpia astronòmica i va catalogar les velocitats radials d'estrelles.

## Biografia
Campbell va fer l'educació secundària al seu Ohio natal. En acabar-lo, va exercir de mestre d'educació elemental abans d'entrar en la Universitat de Michigan, per tal d'estudiar enginyeria civil. No obstant això, va començar a interessar-se per l'astronomia a l'observatori de la universitat.
Graduat en 1886, va treballar com a professor de matemàtiques a la Universitat de Colorado i d'astronomia a Michigan. En 1890 va entrar en l'Observatori Lickcom va voluntari, esdevenint astrònom l'any següent i director des de 1901 a 1930. Entre 1923-1930, va ser el 10è President de la Universitat de Califòrnia.
Va dirigir un equip a Austràlia el 1922, on va fotografiar un eclipsi solar. Les dades obtingudes proporcionen proves addicionals de suport a la teoria de la relativitat d'Albert Einstein.
En els seus últims anys, cec d'un ull i amb risc de perdre la visió en l'altre, Campbell temia convertir-se en una càrrega per a la seva família. Es va suïcidar el 1938, a l'edat de 76 anys.

## Premis i homenatges
- Medalla Henry Draper (1906)
- Medalla d'or de la Real Societat Astronòmica (1906)
- Medalla Bruce (1915)
- Campbell (cràter lunar)
- Cràter Campbell a Mart
- Asteroide 2751 Campbell